# كوازيبام
كوازيبام (بالإنجليزية: Quazepam)‏ هو دواء يُستعمل في علاج:
- أرق[9]
- اضطراب النوم (منذ 27 ديسمبر 1985)[10]